# Gli Eterni (Editoriale Corno)
Gli Eterni è una serie a fumetti pubblicata in Italia negli anni Settanta e Ottanta dall'Editoriale Corno; rappresenta la prima edizione italiana dei fumetti degli Eterni e di altri personaggi pubblicati da Marvel Comics.

## Storia editoriale
Nel mese di marzo 1978 esce il primo numero di  Gli Eterni (spillato, colori, formato 21 x 27,5 cm, 64 pagine e più 2 copertine), pubblicato da Editoriale Corno in collaborazione con la casa editrice Marvel Comics, a cura di Maria Grazia Perini. Queste serie presenta i personaggi di Nova, Eterni, Guardiani della Galassia (1969), 2001: Odissea nello spazio, Omega lo sconosciuto, Machine Man, Deathlok (Luther Manning), Uomo 3-D, Moon Knight, Torpedo, Uomo Ragno, X-Men, Monark Starstalker, Seeker 3000, Paladino e Fante di cuori.
Le serie a fumetti statunitensi tradotte in questa serie sono:
1. The Eternals (Vol. 1)
2. The Eternals Annual (Vol. 1)
3. 2001: A Space Odyssey
4. The Man called Nova (Vol. 1)
5. The Amazing Spider-Man (Vol. 1)
6. Omega The Unknown (Vol. 1)
7. Marvel Premiere
8. Marvel Presents
9. Marvel Spotlight (Vol. 1)
10. Machine Man (Vol. 1)
11. Astonishing Tales (Vol. 1)
12. The Uncanny X-Men (Vol. 1)

Gli scrittori sono Jack Kirby, Marv Wolfman, Mary Skrenes, Steve Gerber, Scott Edelman, Len Wein, Bill Mantlo, Doug Moench, Don McGregor, Howard Chaykin, Stan Lee, Roger Stern, Rich Buckler, Roy Thomas e Chris Claremont.
I disegnatori sono Jack Kirby, John Buscema, Jim Mooney, Sal Buscema, Ross Andru, Keith Giffen, Tom Sutton, Al Milgrom, Carmine Infantino, Bob Brown, Howard Chaykin, Don Perlin, Rich Buckler, Jim Craig, Gene Colan, Arvell Jones, Keith Pollard e John Byrne.

## Pubblicazioni

### 1978
| N. | Data italiana | Titolo italiano (Titolo statunitense)                                                                                          | Albo statunitense                                               | Data statunitense            | Protagonista         | testi                                   | Disegni      |
| -- | ------------- | --- | --------------------------------------------------------------- | ---------------------------- | -------------------- | --------------------------------------- | ------------ |
| 1  | marzo         | Il ritorno degli dei (The Day Of The Gods) I visitatori celesti (The Celestials!)                                              | The Eternals (Vol. 1) n. 1 The Eternals (Vol. 1) n. 2           | luglio 1976 agosto 1976      | Eterni               | Jack Kirby                              | Jack Kirby   |
| 1  | marzo         | Nova (The Coming Of Nova) | The Man called Nova (Vol. 1) n. 1                               | settembre 1976               | Nova (Richard Rider) | Marv Wolfman                            | John Buscema |
| 1  | marzo         | Lo sconosciuto - I parte (Omega The Unknown)                                                                                   | Omega The Unknown (Vol. 1) n. 1                                 | marzo 1976                   | Omega lo sconosciuto | Mary Skrenes Steve Gerber               | Jim Mooney   |
| 2  | aprile        | I Demoni del cielo! (The Devil In New York!)                                                                                   | The Eternals (Vol. 1) n. 3                                      | settembre 1976               | Eterni               | Jack Kirby                              | Jack Kirby   |
| 2  | aprile        | L'uccisore di belve (Beast-Killer!)                                                                                            | 2001: A Space Odyssey n. 1                                      | dicembre 1976                | Il Monolito 2001     | Jack Kirby                              | Jack Kirby   |
| 2  | aprile        | La prima notte del Condor! (The First Night Of... The Condor!)                                                                 | The Man called Nova (Vol. 1) n. 2                               | ottobre 1976                 | Nova (Richard Rider) | Marv Wolfman                            | John Buscema |
| 2  | aprile        | Lo sconosciuto - II parte (Omega The Unknown) La pentola del diavolo! - I parte (Welcome To Hell's Kitchen)                    | Omega The Unknown (Vol. 1) n. 1 Omega The Unknown (Vol. 1) n. 2 | marzo 1976 maggio 1976       | Omega lo sconosciuto | Mary Skrenes Steve Gerber               | Jim Mooney   |
| 3  | maggio        | La notte dell'incubo! (The Night Of The Demons!)                                                                               | The Eternals (Vol. 1) n. 4                                      | ottobre 1976                 | Eterni               | Jack Kirby                              | Jack Kirby   |
| 3  | maggio        | Vira, la donna demone! (Vira the She-Demon!)                                                                                   | 2001: A Space Odyssey n. 2                                      | gennaio 1977                 | Il Monolito 2001     | Jack Kirby                              | Jack Kirby   |
| 3  | maggio        | Testa di Diamante e' pronto a colpire! (The Deadly Diamonhead Is Ready To Strike!)                                             | The Man called Nova (Vol. 1) n. 3                               | novembre 1976                | Nova (Richard Rider) | Marv Wolfman                            | Sal Buscema  |
| 3  | maggio        | La pentola del diavolo! - II parte (Welcome To Hell's Kitchen)                                                                 | Omega The Unknown (Vol. 1) n. 2                                 | maggio 1976                  | Omega lo sconosciuto | Mary Skrenes Steve Gerber               | Jim Mooney   |
| 4  | giugno        | Marak! (Marak!) | 2001: A Space Odyssey n.3                                       | febbraio 1977                | Il Monolito 2001     | Jack Kirby                              | Jack Kirby   |
| 4  | giugno        | Olympia! (Olympia!) | The Eternals (Vol. 1) n. 5                                      | novembre 1976                | Eterni               | Jack Kirby                              | Jack Kirby   |
| 4  | giugno        | Nova contro Thor (Nova Against Thor)                                                                                           | The Man called Nova (Vol. 1) n. 4                               | dicembre 1976                | Nova (Richard Rider) | Marv Wolfman                            | Sal Buscema  |
| 4  | giugno        | Lezione di fuoco - I parte (Burn While You Learn)                                                                              | Omega The Unknown (Vol. 1) n. 3                                 | luglio 1976                  | Omega lo sconosciuto | Mary Skrenes Steve Gerber               | Jim Mooney   |
| 5  | luglio        | Alle soglie del caos! (Gods And Men At City College!)                                                                          | The Eternals (Vol. 1) n. 6                                      | dicembre 1976                | Eterni               | Jack Kirby                              | Jack Kirby   |
| 5  | luglio        | Ruote della morte! (Wheels of Death!)                                                                                          | 2001: A Space Odyssey n. 4                                      | marzo 1977                   | Il Monolito 2001     | Jack Kirby                              | Jack Kirby   |
| 5  | luglio        | Il malefico Scavatore! (Evil Is The...Earth-Shaker!)                                                                           | The Man called Nova (Vol. 1) n. 5                               | gennaio 1977                 | Nova (Richard Rider) | Marv Wolfman                            | Sal Buscema  |
| 5  | luglio        | Lezione di fuoco - II parte (Burn While You Learn) Una pioggia di artigli - I parte (Cats And No Dogs)                         | Omega The Unknown (Vol. 1) n. 3 Omega The Unknown (Vol. 1) n. 4 | luglio 1976 settembre 1976   | Omega lo sconosciuto | Mary Skrenes Steve Gerber               | Jim Mooney   |
| 6  | agosto        | Il dio dello spazio (The Fourth Host)                                                                                          | The Eternals (Vol. 1) n. 7                                      | gennaio 1977                 | Eterni               | Jack Kirby                              | Jack Kirby   |
| 6  | agosto        | Norton di New York 2040 D.C. (Norton of New York 2040 A.D.)                                                                    | 2001: A Space Odyssey n. 5                                      | aprile 1977                  | Il Monolito 2001     | Jack Kirby                              | Jack Kirby   |
| 6  | agosto        | Ed ora...la Sfinge! (And So... The Sphinx!)                                                                                    | The Man called Nova (Vol. 1) n. 6                               | febbraio 1977                | Nova (Richard Rider) | Marv Wolfman                            | Sal Buscema  |
| 6  | agosto        | Una pioggia di artigli - II parte (Cats And No Dogs) Nella tana del gatto - I parte (Through The Rat Hole Into The Cat's Lair) | Omega The Unknown (Vol. 1) n. 4 Omega The Unknown (Vol. 1) n. 5 | settembre 1976 novembre 1976 | Omega lo sconosciuto | Mary Skrenes Steve Gerber               | Jim Mooney   |
| 7  | settembre     | La città degli orrori (The City Of Toads)                                                                                      | The Eternals (Vol. 1) n. 8                                      | febbraio 1977                | Eterni               | Jack Kirby                              | Jack Kirby   |
| 7  | settembre     | Inter-Galattica (Mister Galactica)                                                                                             | 2001: A Space Odyssey n. 6                                      | maggio 1977                  | Il Monolito 2001     | Jack Kirby                              | Jack Kirby   |
| 7  | settembre     | Guerra spaziale! (War In Space!)                                                                                               | The Man called Nova (Vol. 1) n. 7                               | marzo 1977                   | Nova (Richard Rider) | Marv Wolfman                            | Sal Buscema  |
| 7  | settembre     | Nella tana del gatto - II parte (Through The Rat Hole Into The Cat's Lair)                                                     | Omega The Unknown (Vol. 1) n. 5                                 | novembre 1976                | Omega lo sconosciuto | Mary Skrenes Steve Gerber               | Jim Mooney   |
| 8  | ottobre       | La macchina assassina (The Killing Machine!!)                                                                                  | The Eternals (Vol. 1) n. 9                                      | marzo 1977                   | Eterni               | Jack Kirby                              | Jack Kirby   |
| 8  | ottobre       | Il nuovo seme! (The new seed!)                                                                                                 | 2001: A Space Odyssey n. 7                                      | giugno 1977                  | Il Monolito 2001     | Jack Kirby                              | Jack Kirby   |
| 8  | ottobre       | La minaccia di Meganomo (When Megaman Comes Calling... Don't Answer!)                                                          | The Man called Nova (Vol. 1) n. 8                               | aprile 1977                  | Nova (Richard Rider) | Marv Wolfman                            | Sal Buscema  |
| 8  | ottobre       | Un colpo di chiave inglese! - I parte (A Tug Of The Wrench)                                                                    | Omega The Unknown (Vol. 1) n. 6                                 | gennaio 1977                 | Omega lo sconosciuto | Mary Skrenes Steve Gerber               | Jim Mooney   |
| 9  | novembre      | La città che morì due volte! (Mother!)                                                                                         | The Eternals (Vol. 1) n. 10                                     | aprile 1977                  | Eterni               | Jack Kirby                              | Jack Kirby   |
| 9  | novembre      | La cattura di X-51 (The capture of X-51)                                                                                       | 2001: A Space Odyssey n. 8                                      | luglio 1977                  | Machine Man          | Jack Kirby                              | Jack Kirby   |
| 9  | novembre      | Paura nella casa dei giochi! (Fear In The Funhouse!)                                                                           | The Man called Nova (Vol. 1) n. 9                               | maggio 1977                  | Nova (Richard Rider) | Marv Wolfman                            | Sal Buscema  |
| 9  | novembre      | Un colpo di chiave inglese! - II parte (A Tug Of The Wrench) Il giorno del Demolitore! - I parte (And Then Came Blockbuster)   | Omega The Unknown (Vol. 1) n. 6 Omega The Unknown (Vol. 1) n. 7 | gennaio 1977 marzo 1977      | Omega lo sconosciuto | Mary Skrenes Steve Gerber Scott Edelman | Jim Mooney   |
| 10 | dicembre      | Il ritorno degli dei dello spazio! (The Russians Are Coming!                                                                   | The Eternals (Vol. 1) n. 11                                     | maggio 1977                  | Eterni               | Jack Kirby                              | Jack Kirby   |
| 10 | dicembre      | Mister Macchina (Mister Machine)                                                                                               | 2001: A Space Odyssey n. 9                                      | agosto 1977                  | Machine Man          | Jack Kirby                              | Jack Kirby   |
| 10 | dicembre      | Quattro contro la Sfinge (Four Against The Sphinx!)                                                                            | The Man called Nova (Vol. 1) n. 10                              | giugno 1977                  | Nova (Richard Rider) | Marv Wolfman                            | Sal Buscema  |
| 10 | dicembre      | Il giorno del Demolitore! - II parte (And Then Came Blockbuster)                                                               | Omega The Unknown (Vol. 1) n. 7                                 | marzo 1977                   | Omega lo sconosciuto | Scott Edelman                           | Jim Mooney   |

### 1979
| N. | Data italiana | Titolo italiano (Titolo statunitense)                                            | Albo statunitense                      | Data statunitense | Protagonista             | testi                     | Disegni           |
| -- | ------------- | -------------------------------------------------------------------------------- | -------------------------------------- | ----------------- | ------------------------ | ------------------------- | ----------------- |
| 11 | gennaio       | Nova non più! (Nova No More!)                                                    | The Man called Nova (Vol. 1) n. 11     | luglio 1977       | Nova (Richard Rider)     | Marv Wolfman              | Sal Buscema       |
| 11 | gennaio       | L'Uni-Cervello! (Uni-Mind!)                                                      | The Eternals (Vol. 1) n. 12            | giugno 1977       | Eterni                   | Jack Kirby                | Jack Kirby        |
| 11 | gennaio       | Linea rossa per l'inferno (Hotline To Hades)                                     | 2001: A Space Odyssey n. 10            | settembre 1977    | Machine Man              | Jack Kirby                | Jack Kirby        |
| 11 | gennaio       | Un colpo dal passato - I parte (A Blast From The Past)                           | Omega The Unknown (Vol. 1) n. 8        | maggio 1977       | Omega lo sconosciuto     | Roger Stern               | Jim Mooney        |
| 12 | febbraio      | Chi è l'uomo chiamato Fotone? (The Man Called Photon)                            | The Man called Nova (Vol. 1) n. 12     | agosto 1977       | Nova (Richard Rider)     | Marv Wolfman              | Sal Buscema       |
| 12 | febbraio      | Nova (Photon Is Another Name For...?)                                            | The Amazing Spider-Man (Vol. 1) n. 171 | agosto 1977       | Uomo Ragno               | Len Wein                  | Ross Andru        |
| 12 | febbraio      | Gli astronauti! (Astronauts!)                                                    | The Eternals (Vol. 1) n. 13            | luglio 1977       | Eterni                   | Jack Kirby                | Jack Kirby        |
| 12 | febbraio      | Un colpo dal passato - II parte (A Blast From The Past)                          | Omega The Unknown (Vol. 1) n. 8        | maggio 1977       | Omega lo sconosciuto     | Roger Stern               | Jim Mooney        |
| 12 | febbraio      | L'agonia degli insani! - I parte (Fightin' Fools)                                | Omega The Unknown (Vol. 1) n. 9        | luglio 1977       | Omega lo sconosciuto     | Mary Skrenes Steve Gerber | Jim Mooney        |
| 13 | marzo         | L'uomo chiamato Nova! (Watch Out World, The Sandman Is Back!)                    | The Man called Nova (Vol. 1) n. 13     | settembre 1977    | Nova (Richard Rider)     | Marv Wolfman              | Sal Buscema       |
| 13 | marzo         | Ikaris e i poteri cosmici di Hulk! (Ikaris And The Cosmic Powered Hulk!)         | The Eternals (Vol. 1) n. 14            | agosto 1977       | Eterni                   | Jack Kirby                | Jack Kirby        |
| 13 | marzo         | Il Fante di Cuori (Jack Of Hearts)                                               | Marvel Premiere n. 44                  | ottobre 1978      | Fante di cuori           | Bill Mantlo               | Keith Giffen      |
| 13 | marzo         | L'agonia degli insani! - II parte (Fightin' Fools)                               | Omega The Unknown (Vol. 1) n. 9        | luglio 1977       | Omega lo sconosciuto     | Mary Skrenes Steve Gerber | Jim Mooney        |
| 14 | aprile        | Massacro al Liceo Truman! (Massacre At Truman High!)                             | The Man called Nova (Vol. 1) n. 14     | ottobre 1977      | Nova (Richard Rider)     | Marv Wolfman              | Sal Buscema       |
| 14 | aprile        | Il sole morente (The Dying Sun!)                                                 | Marvel Premiere n. 41                  | aprile 1978       | Seeker 3000              | Doug Moench               | Tom Sutton        |
| 14 | aprile        | L'area del disastro (Disaster Area)                                              | The Eternals (Vol. 1) n. 15            | settembre 1977    | Eterni                   | Jack Kirby                | Jack Kirby        |
| 14 | aprile        | Un gioco che scotta! - I parte (The Hottest Slot In Town)                        | Omega The Unknown (Vol. 1) n. 10       | ottobre 1977      | Omega lo sconosciuto     | Mary Skrenes Steve Gerber | Jim Mooney        |
| 15 | maggio        | I Guardiani della Galassia (Just Another Planet Story!)                          | Marvel Presents n. 3                   | febbraio 1976     | Guardiani della Galassia | Steve Gerber              | Al Milgrom        |
| 15 | maggio        | La furia e la tempesta! (The Fury Before The Storm!)                             | The Man called Nova (Vol. 1) n. 15     | novembre 1977     | Nova (Richard Rider)     | Marv Wolfman              | Carmine Infantino |
| 15 | maggio        | La cripta della città grande (Big City Crypt)                                    | The Eternals (Vol. 1) n. 16            | ottobre 1977      | Eterni                   | Jack Kirby                | Jack Kirby        |
| 15 | maggio        | Un gioco che scotta! - II parte (The Hottest Slot In Town)                       | Omega The Unknown (Vol. 1) n. 10       | ottobre 1977      | Omega lo sconosciuto     | Mary Skrenes Steve Gerber | Jim Mooney        |
| 15 | maggio        | A cavallo di un razzo! - I parte (Ride A Wild Rocket!)                           | Marvel Premiere n. 39                  | dicembre 1977     | Torpedo                  | Marv Wolfman              | Bob Brown         |
| 16 | giugno        | L'artiglio giallo (Death Is... The Yellow Claw)                                  | The Man called Nova (Vol. 1) n. 16     | dicembre 1977     | Nova (Richard Rider)     | Marv Wolfman              | Carmine Infantino |
| 16 | giugno        | Nel gozzo della follia! (Into The Maw Of Madness!)                               | Marvel Presents n. 4                   | aprile 1976       | Guardiani della Galassia | Steve Gerber              | Al Milgrom        |
| 16 | giugno        | L'ira di Sersi! (Sersi The Terrible!)                                            | The Eternals (Vol. 1) n. 17            | novembre 1977     | Eterni                   | Jack Kirby                | Jack Kirby        |
| 16 | giugno        | A cavallo di un razzo! - II parte (Ride A Wild Rocket!)                          | Marvel Premiere n. 39                  | dicembre 1977     | Torpedo                  | Marv Wolfman              | Bob Brown         |
| 17 | luglio        | L'onda di marea (Tidal Wave!)                                                    | The Man called Nova (Vol. 1) n. 17     | gennaio 1978      | Nova (Richard Rider)     | Marv Wolfman              | Carmine Infantino |
| 17 | luglio        | Per uccidere un dio spaziale (To Kill A Space-God)                               | The Eternals (Vol. 1) n. 18            | dicembre 1977     | Eterni                   | Jack Kirby                | Jack Kirby        |
| 17 | luglio        | Il pianeta dell'assurdo (Planet Of The Absurd!)                                  | Marvel Presents n. 5                   | giugno 1976       | Guardiani della Galassia | Steve Gerber              | Al Milgrom        |
| 17 | luglio        | ... battere il grande uomo! - I parte (Battle With The Big Man!)                 | Marvel Premiere n. 40                  | febbraio 1978     | Torpedo                  | Marv Wolfman Bill Mantlo  | Al Milgrom        |
| 18 | agosto        | Incubo (The Final Showdown)                                                      | The Man called Nova (Vol. 1) n. 18     | marzo 1978        | Nova (Richard Rider)     | Marv Wolfman              | Carmine Infantino |
| 18 | agosto        | L'inizio! (Beginnings!)                                                          | The Man called Nova (Vol. 1) n. 18     | marzo 1978        | Nova (Richard Rider)     | Marv Wolfman              | Carmine Infantino |
| 18 | agosto        | La piramide (Pyramid)                                                            | The Eternals (Vol. 1) n. 19            | gennaio 1978      | Eterni                   | Jack Kirby                | Jack Kirby        |
| 18 | agosto        | L'uomo topografico (The Topographical Man)                                       | Marvel Presents n. 6                   | agosto 1976       | Guardiani della Galassia | Steve Gerber              | Al Milgrom        |
| 18 | agosto        | ... battere il grande uomo! - II parte (Battle With The Big Man!)                | Marvel Premiere n. 40                  | febbraio 1978     | Torpedo                  | Marv Wolfman Bill Mantlo  | Al Milgrom        |
| 19 | settembre     | Gli uccisori del tempo (The Time Killers)                                        | The Eternals Annual (Vol. 1) n. 1      | 1977              | Eterni                   | Jack Kirby                | Jack Kirby        |
| 19 | settembre     | Gioco pesante a Manhattan (In Manhattan, They Play For Keeps)                    | Marvel Premiere n. 43                  | agosto 1978       | Torpedo                  | Don McGregor              | Tom Sutton        |
| 19 | settembre     | Un abbraccio nel vuoto! - I parte (Embrace The Void!)                            | Marvel Presents n. 7                   | ottobre 1976      | Guardiani della Galassia | Steve Gerber              | Al Milgrom        |
| 20 | ottobre       | Mister Macchina (Machine Man)                                                    | Machine Man (Vol. 1) n. 1              | aprile 1978       | Machine Man              | Jack Kirby                | Jack Kirby        |
| 20 | ottobre       | Soldi sporchi di sangue (Blackout Means Business, And His Business Is Murder!)   | The Man called Nova (Vol. 1) n. 19     | maggio 1978       | Nova (Richard Rider)     | Marv Wolfman              | Carmine Infantino |
| 20 | ottobre       | Il monarca delle stelle (Monark Starstalker)                                     | Marvel Premiere n. 32                  | ottobre 1976      | Monark Starstalker       | Howard Chaykin            | Howard Chaykin    |
| 20 | ottobre       | Un abbraccio nel vuoto! - II parte (Embrace The Void!)                           | Marvel Presents n. 7                   | ottobre 1976      | Guardiani della Galassia | Steve Gerber              | Al Milgrom        |
| 21 | novembre      | All'interno della spirale! (At Last... The Inner Circle!)                        | The Man called Nova (Vol. 1) n. 20     | luglio 1978       | Nova (Richard Rider)     | Marv Wolfman              | Carmine Infantino |
| 21 | novembre      | La casa degli incubi (House Of Nightmares)                                       | Machine Man (Vol. 1) n. 2              | maggio 1978       | Machine Man              | Jack Kirby                | Jack Kirby        |
| 21 | novembre      | L'invincibile conquistatore (The Crushing Conquer-Lord!)                         | Marvel Spotlight (Vol. 1) n. 28        | giugno 1976       | Moon Knight              | Doug Moench               | Don Perlin        |
| 21 | novembre      | C'era una volta Silver Surfer - I parte (Once Upon A Time...The Silver Surfer!)  | Marvel Presents n. 8                   | dicembre 1976     | Guardiani della Galassia | Steve Gerber              | Al Milgrom        |
| 22 | dicembre      | Il messaggio dall'ignoto (Ten-For, The Mean Machine)                             | Machine Man (Vol. 1) n. 3              | giugno 1978       | Machine Man              | Jack Kirby                | Jack Kirby        |
| 22 | dicembre      | Il segreto di Nova (Is The World Ready For The Shocking Secret Of Nova?)         | The Man called Nova (Vol. 1) n. 21     | settembre 1978    | Nova (Richard Rider)     | Marv Wolfman              | John Buscema      |
| 22 | dicembre      | L'attacco mortale del Conquistatore (The Deadly Gambit Of Conquer-Lord!)         | Marvel Spotlight (Vol. 1) n. 29        | agosto 1976       | Moon Knight              | Doug Moench               | Don Perlin        |
| 22 | dicembre      | C'era una volta Silver Surfer - II parte (Once Upon A Time...The Silver Surfer!) | Marvel Presents n. 8                   | dicembre 1976     | Guardiani della Galassia | Steve Gerber              | Al Milgrom        |

### 1980
| N. | Data italiana | Titolo italiano (Titolo statunitense)                                                                                  | Albo statunitense                                                 | Data statunitense         | Protagonista              | testi                                | Disegni                                 |
| -- | ------------- | --- | ----------------------------------------------------------------- | ------------------------- | ------------------------- | ------------------------------------ | --------------------------------------- |
| 23 | gennaio       | Cybernus il demolitore (A Cold Knight's Frenzy)                                                                        | Astonishing Tales (Vol. 1) n. 25                                  | agosto 1974               | Deathlok (Luther Manning) | Rich Buckler Doug Moench             | Rich Buckler                            |
| 23 | gennaio       | Battaglia tra la folla (Battle On A Very Busy Street)                                                                  | Machine Man (Vol. 1) n. 4                                         | luglio 1978               | Machine Man               | Jack Kirby                           | Jack Kirby                              |
| 23 | gennaio       | Le origini di Falco Stellare (Breaking Up Is Death To Do!)                                                             | Marvel Presents n. 9                                              | febbraio 1977             | Guardiani della Galassia  | Steve Gerber                         | Al Milgrom                              |
| 23 | gennaio       | L'uomo 3-D! - I parte (The 3-D Man!)                                                                                   | Marvel Premiere n. 35                                             | aprile 1977               | Uomo 3-D                  | Roy Thomas                           | Jim Craig                               |
| 24 | febbraio      | Il giorno dell'anti-eroe! (Non-Hero)                                                                                   | Machine Man (Vol. 1) n. 5                                         | agosto 1978               | Machine Man               | Jack Kirby                           | Jack Kirby                              |
| 24 | febbraio      | Il nemico: noi! (The Enemy: Us!)                                                                                       | Astonishing Tales (Vol. 1) n. 26                                  | ottobre 1974              | Deathlok (Luther Manning) | Rich Buckler Doug Moench             | Rich Buckler                            |
| 24 | febbraio      | Il ritorno di Cometa (The Coming Of The Comet)                                                                         | The Man called Nova (Vol. 1) n. 22                                | novembre 1978             | Nova (Richard Rider)      | Marv Wolfman                         | Carmine Infantino                       |
| 24 | febbraio      | L'uomo 3-D! - II parte (The 3-D Man!)                                                                                  | Marvel Premiere n. 35                                             | aprile 1977               | Uomo 3-D                  | Roy Thomas                           | Jim Craig                               |
| 24 | febbraio      | L'uccello della morte! - I parte (Death-Bird Rising!                                                                   | Marvel Presents n. 10                                             | aprile 1977               | Guardiani della Galassia  | Steve Gerber                         | Al Milgrom                              |
| 25 | marzo         | Distruggere Nova! (From The Dregs Of Defeat!)                                                                          | The Man called Nova (Vol. 1) n. 23                                | gennaio 1979              | Nova (Richard Rider)      | Marv Wolfman                         | Carmine Infantino                       |
| 25 | marzo         | Un trucco veloce! (Quick Trick)                                                                                        | Machine Man (Vol. 1) n. 6                                         | settembre 1978            | Machine Man               | Jack Kirby                           | Jack Kirby                              |
| 25 | marzo         | Conto mortale! (Dead Reckoning!)                                                                                       | Astonishing Tales (Vol. 1) n. 27                                  | dicembre 1974             | Deathlok (Luther Manning) | Rich Buckler Doug Moench             | Rich Buckler                            |
| 25 | marzo         | L'uccello della morte! - II parte (Death-Bird Rising!                                                                  | Marvel Presents n. 10                                             | aprile 1977               | Guardiani della Galassia  | Roger Stern                          | Al Milgrom                              |
| 26 | aprile        | Tutti contro Mister Macchina (With A Nation Against Him)                                                               | Machine Man (Vol. 1) n. 7                                         | ottobre 1978              | Machine Man               | Jack Kirby                           | Jack Kirby                              |
| 26 | aprile        | I nuovi campioni! (The New Champions!)                                                                                 | The Man called Nova (Vol. 1) n. 24                                | marzo 1979                | Nova (Richard Rider)      | Marv Wolfman                         | Carmine Infantino                       |
| 26 | aprile        | Cinque a uno, Cybernus...uno a cinque... (Five To One, Deathlok...One In Five...No One Here Gets Out Alive!)           | Astonishing Tales (Vol. 1) n. 28                                  | febbraio 1975             | Deathlok (Luther Manning) | Rich Buckler                         | Rich Buckler                            |
| 26 | aprile        | In guerra con Arturo! - I parte (At War With Arcturus)                                                                 | Marvel Presents n. 11                                             | giugno 1977               | Guardiani della Galassia  | Roger Stern                          | Al Milgrom                              |
| 27 | maggio        | Battaglia finale! (Invasion Of The Body Changers!)                                                                     | The Man called Nova (Vol. 1) n. 25                                | maggio 1979               | Nova (Richard Rider)      | Marv Wolfman                         | Carmine Infantino                       |
| 27 | maggio        | Super-fuga (Super Escape)                                                                                              | Machine Man (Vol. 1) n. 8                                         | novembre 1978             | Machine Man               | Jack Kirby                           | Jack Kirby                              |
| 27 | maggio        | La macchina salvatrice (The Soft Parade...Of Slow, Sliding Death!)                                                     | Astonishing Tales (Vol. 1) n. 30                                  | giugno 1975               | Deathlok (Luther Manning) | Doug Moench Rich Buckler             | Arvell Jones Keith Pollard Rich Buckler |
| 27 | maggio        | In guerra con Arturo! - II parte (At War With Arcturus)                                                                | Marvel Presents n. 11                                             | giugno 1977               | Guardiani della Galassia  | Roger Stern                          | Al Milgrom                              |
| 28 | giugno        | Ieri uccide oggi (Twice Removed From Yesterday...) Il mondo in vendita (The Man Who Sold The World!)                   | Astonishing Tales (Vol. 1) n. 31 Astonishing Tales (Vol. 1) n. 32 | agosto 1975 novembre 1975 | Deathlok (Luther Manning) | Doug Moench Bill Mantlo Rich Buckler | Keith Pollard Rich Buckler              |
| 28 | giugno        | Nella brace! (In Final Battle)                                                                                         | Machine Man (Vol. 1) n. 9                                         | dicembre 1978             | Machine Man               | Jack Kirby                           | Jack Kirby                              |
| 28 | giugno        | L'arsenale dello spazio! (The Shipyard Of Deep Space)                                                                  | Marvel Presents n. 12                                             | agosto 1977               | Guardiani della Galassia  | Roger Stern                          | Al Milgrom                              |
| 29 | luglio        | Riflessi in un occhio scarlatto! (Reflections In A Crimson Eye!)                                                       | Astonishing Tales (Vol. 1) n. 32                                  | gennaio 1976              | Deathlok (Luther Manning) | Bill Mantlo Rich Buckler             | Rich Buckler                            |
| 29 | luglio        | Resa dei conti (Showdown)                                                                                              | The Uncanny X-Men (Vol. 1) n. 113                                 | settembre 1978            | X-Men                     | Chris Claremont                      | John Byrne                              |
| 29 | luglio        | La musica del diavolo (The Devil's Music!) Nome in codice: Guerriero Freddo! - I parte (Code-Name : The Cold Warrior!) | Marvel Premiere n. 36 Marvel Premiere n. 37                       | giugno 1977 agosto 1977   | Uomo 3-D                  | Roy Thomas                           | Jim Craig                               |